# Oakley (Kalifornija)
Oakley je grad u američkoj saveznoj državi Kalifornija. Prema popisu stanovništva iz 2010. u njemu je živjelo 35.432 stanovnika.